# Okres Wieluń
Okres Wieluń (polsky Powiat wieluński) je okres v polském Lodžském vojvodství. Rozlohu má 926,24 km² a v roce 2023 zde žilo 72 586 obyvatel. Sídlem správy okresu je město Wieluń.

## Gminy
Městsko-vesnické:
- Osjaków
- Wieluń

Vesnické:
- Biała
- Czarnożyły
- Konopnica
- Mokrsko
- Ostrówek
- Pątnów
- Skomlin
- Wierzchlas

## Města
- Osjaków
- Wieluń

## Sousední okresy
| Růžice kompasu | Wieruszów | Sieradz      | Łask               | Růžice kompasu |
| Růžice kompasu | Wieruszów | Sever        | Bełchatów Pajęczno | Růžice kompasu |
| Růžice kompasu | Wieruszów | Okres Wieluń | Bełchatów Pajęczno | Růžice kompasu |
| Růžice kompasu | Wieruszów | Jih          | Bełchatów Pajęczno | Růžice kompasu |
| Růžice kompasu | Kluczbork | Olesno       | Kłobuck            | Růžice kompasu |